# FET Flagships
FET Flagships ou Future and Emerging Technologies Flagships (Initiatives-phare des Technologies Futures et Émergentes en français) est une initiative de la Commission européenne dans le contexte des Programmes-cadre pour la recherche et le développement technologique de l'Union européenne. Elle a mis au concours un soutien financier d'un milliard d'euros répartis sur dix ans,. Elle encourage quatre projets : "Graphene Flagship"(ou projet-phare sur le Graphène) qui cherche à apporter les avancées technologiques du graphène dans l'industrie ; "Human Brain Project" (ou projet sur le cerveau humain) qui vise à simuler le cerveau humain ; "Battery 2030+" (ou projet sur la création d'une batterie durable) qui vise à développer et désigner la future batterie européenne; et le "Quantum technology Flagship" (ou projet sur la technologie quantique),,.
Les projets européens du FET Flagship sont financés par le biais d' Horizon 2020 . En août 2018, la Commission européenne finance 3,5 millions de dollars pour FET.

## Histoire
L'idée derrière cette initiative est de faire des percées fondamentales fondées sur des idées novatrices et des visions à long terme qui peuvent ouvrir des voies radicalement nouvelles pour les futures technologies de l'information et de la communication.
La première phase du projet, en 2009, était de stimuler les idées sur les avancées technologiques et de structurer la communauté scientifique. Ils ont ainsi pu regrouper différentes propositions de projets, comme Graphene Flagship, Human Brain Project, Blue Brain Project et Quantum technology qui ont été les projets sélectionnés.
Parmi les autres grands projets proposés dans le cadre du concours FET figure : FuturICT  (ou Living Earth Simulator en anglais), projet relevant des sciences sociales, pour simuler informatiquement l'évolution de la société ; Guardian Angels, pour les nanotechnologies dans un but purement médical ; CA-RoboCom (Coordination Action-Robot Companions for Citizens) qui mise sur l'entrée de la robotique dans les ménages ; et ITFoM (Future of Medecine), un projet dont le but est d'informatiser les données biologiques de chaque corps dans le but d'administrer à chaque patient un traitement personnalisé. Au printemps 2011, chaque projet candidat a reçu un montant de 1,3 million d'euros pour un premier pilote d'une durée d'un an afin de réaliser une étude de faisabilité.
Début 2013, les projets retenus ont été lancés.